# Sant Jaume de Salt
Sant Jaume de Salt és una església de Salt (Gironès) protegida com a bé cultural d'interès local.

## Descripció
És l'església parroquial del veïnat projectada per l'equip d'arquitectes de Joaquim M. Masramon de Ventós, d'una gran qualitat arquitectònica al seu interior i d'adaptació i relació amb l'entorn. És de planta gairebé quadrada. El conjunt arquitectònic presenta un ampli atri amb voladís pla sostingut per pilars que li dona un aire de masia.
Al seu interior un gran espai diàfan amb sostre empostissat de fusta amb una lleugera pendent cap a l'altar i rematat amb un semicercle que dibuixa el terrat esglaonat de l'altar. El sostre també conté dos lluernaris, un rectangular a l'entrada i un circular a prop de l'altar que amb una claraboia sobre l'altar, li confereixen l'atmosfera d'acolliment dins l'espai obert. La distribució de l'interior amb una capella lateral i passadís per la sagristia de darrere l'altar dibuixen una planta gairebé pentagonal que, amb el pendent del sostre s'aconsegueix que tot prengui una dinàmica direccional cap a l'altar, convertint-lo en el centre d'interès. Destaca la talla de fusta policromada de la Puríssima Concepció.

## Història
L'any 1965 el bisbe Jubany decreta erigir la nova parròquia de Sant Jaume de Salt i fins que no es construeixi el nou temple el lloc de culte serà el temple de les religioses de Santa Clara.
L'any 1969 els arquitectes Masramon i Duixans informen sobre el projecte a la Biblioteca Municipal. Del qual hi ha documentació al Col·legi d'Arquitectes (Registre Plànol 9186 Capsa 1856, 1857, 1858. El 25 de juny de 1972 l'Arquebisbe de Barcelona Narcís Jubany beneeix l'església i consagra l'altar.